# ひとがた流し
『ひとがた流し』（ひとがたながし）は、北村薫の小説。2005年8月20日から2006年3月23日まで『朝日新聞』夕刊に連載された。また、これを原作としたテレビドラマ。

## 概要
アナウンサーの千波、作家の牧子、元編集者で写真家の妻である美々は、3人とも高校の同級生で友人、40代になる女性。千波は母を看取ってからは一人暮らしの身、牧子と美々共に子連れで離婚し、美々は写真家の類と再婚した。美々の娘の玲は、類を本当の父親と信じ、類と同じ写真家の道を志している。それぞれ三者三様の生活を送り、また繋がりもある。玲や牧子の娘のさきにとって、千波は、母でも姉でもないけれど、大切な存在になっている。そんな千波が、念願だった夜のニュース番組のメインキャスターに大抜擢される。しかし、直後に受けた検診で千波に病気が見つかる。

## テレビドラマ版
『土曜ドラマ・ひとがた流し』（どようドラマ ひとがたながし）として、2007年12月1日から同年12月15日までの土曜日に、NHK総合とBSハイビジョンで、全3話が放送された。高木美保は、日本テレビの『たたかうお嫁さま』以来、およそ11年振りの女優活動。　

### 放送時間
- 総合テレビ 21:00 - 21:58
- BSハイビジョン 18:00 - 18:58 - 初回は「NHK杯フィギュア」中継のため30分繰り下げ

### 出演者
- 石川千波:沢口靖子
- 水沢牧子：松田美由紀
- 日高美々：高木美保
- 鴨足屋（いちょうや）良秋：瀬川亮
- 日高玲：森田彩華
- 水沢さき：寺島咲
- 石川千代子：水木薫（千波の母で故人、回想シーン）
- 大谷香織：大谷允保
- 秋山菜緒：渋谷琴乃（1話・3話のみ）
- 村上俊彦：坂田聡（1話・3話のみ）
- 袴田編集長：諏訪太朗（2話のみ）
- 高村洋子：円城寺あや（2話のみ）
- 足立徹：ベンガル
- 常磐医師：寺泉憲
- 近藤和雄：大和田伸也
- 日高類：佐野史郎

### サブタイトル
| 各話                                                     | 放送日         | サブタイトル | 新聞発表上のタイトル                     | 視聴率 |
| -------------------------------------------------------- | -------------- | ------------ | ---------------------------------------- | ------ |
| 第1話                                                    | 2007年12月1日  | 女友達       | 支えあう女達・心にしみる友情物語         | 10.9%  |
| 第2話                                                    | 2007年12月8日  | 絆           | 家族でも恋人でもない、女友達の役割とは?  | 7.6%   |
| 第3話 （最終回）                                         | 2007年12月15日 | 永遠に       | 乳がんとの闘い・極限の恋そして永遠の友情 | 7.2%   |
| 平均視聴率8.6%（視聴率は関東地区・ビデオリサーチ社調べ） |                |              |                                          |        |

### スタッフ
- 原作：北村薫
- 脚本：江頭美智留
- 題字：おーなり由子
- 演出：池添博
- 共同制作：NHKエンタープライズ
- 製作著作：NHK・東宝